# 3 Italia
H3G S.p.A., mer allmänt kallad 3 Italia eller Tre Italia, var ett italienskt telekommunikationsföretag som erbjuder mobiltelefontjänster, trådlöst Internet och mobil-TV under varumärket 3. 2016 gick det upp i Wind Tre.
3 tillhör den kinesiska multinationella Hutchison Whampoa, som verkar inom mobiltelefoni, återigen med varumärket 3, även i Österrike, Australien, Danmark, Hongkong, Indonesien, Irland, Storbritannien och Sverige.
Med 9 556 340 aktiva SIM-kort bekräftas 3 Italia som den andra mobiltelefonoperatören i Italien efter antal kunder inom UMTS/HSDPA-teknik (föregås av Vodafone), och den fjärde, efter TIM, Vodafone och Wind, efter totalt antal kunder (inklusive även de inom GSM/GPRS-teknik).